# Emmanuel Dias
Emmanuel Dias (Rio de Janeiro, 27 de julho de 1908 – Belo Horizonte, 23 de outubro de 1962) foi um médico parasitologista, pesquisador e professor universitário brasileiro. 
Figura central para o reconhecimento da doença de Chagas como problema de saúde pública no Brasil e no continente americano, Emmanuel foi figura fundamental para a realização da primeira campanha de combate à enfermidade no Brasil em 1950, viabilizada pela intensa mobilização política de Dias junto a diversos grupos sociais, como médicos, políticos e moradores das áreas rurais, profissionais dos serviços públicos de saúde, governos e associações internacionais.

## Biografia
Emmanuel nasceu na capital fluminense, em 1908. Era o terceiro dos seis filhos de Maria Cândida Fonseca Dias e de Ezequiel Dias (1880-1922), médico que ainda na graduação foi membro da primeira equipe de pesquisadores do Instituto Soroterápico Federal (a atual Fundação Oswaldo Cruz). O instituto fora criado em 1900 para fabricar soros e vacinas contra a peste bubônica que ameaçava atingir a capital federal. Sob a direção de Oswaldo Cruz, o instituto expandiria suas atividades a partir de 1908, de modo a se tornar um centro de pesquisa e ensino em microbiologia e medicina tropical, além de produtor de imunobiológicos.
Em 1922, aos 14 anos, Emmanuel perdeu o pai, o que lhe deu a convicção de seguir seus passos. Assim, Emmanuel começou no instituto ainda como estudante da Faculdade de Medicina do Rio de Janeiro, sob a supervisão de Carlos Chagas, de quem era afilhado de batismo. Emmanuel cursara o Curso de Aplicação de Manguinhos, uma especialização destinada à formação de pesquisadores em medicina experimental, em 1932. Graduou-se em medicina no ano seguinte, tendo estudado no doutoramento o ciclo evolutivo do Trypanosoma cruzi, causador da doença de Chagas.
Além de uma revisão morfológica minuciosa do parasito, que mais tarde receberia a nomenclatura definitiva de Trypanosoma cruzi, Emmanuel descreveu os ciclos biológicos do flagelado no vetor Triatoma infestans e em hospedeiros vertebrados, além de comprovar que a transmissão ocorria por via posterior, ou seja, através das fezes infectadas do triatomíneo. O achado contrariou as ideias iniciais de Carlos Chagas, que defendia a transmissão pela picada do inseto.

## Carreira
Contratado por Carlos Chagas, começou a trabalhar no instituto como adjunto de Thales Martins, chefe da seção de fisiologia. Em 1935, mudou-se para Minas Gerais para trabalhar no Instituto Biológico Ezequiel Dias, filial do instituto em Belo Horizonte. Em 1935, viajou junto de Evandro Chagas para a IX Reunião da MEPRA, em Mendoza, na Argentina. A edição havia sido dedicada à memória de Carlos Chagas, falecido no ano anterior. Lá, os pesquisadores conheceram Cecílio Romaña, que apresentou seus achados sobre um sinal ocular que seria a porta de entrada da infecção. A descoberta do argentino possibilitaria a detecção da doença de Chagas em seu estágio inicial. Entusiasmados com a descoberta, Emmanuel e Evandro propuseram o nome de 'sinal de Romaña' ao sintoma e convidam o cientista para trabalhar no instituto ao lado de Emmanuel.
Nos anos seguintes, Emmanuel defendeu a descoberta de Romaña, revendo o ciclo do parasito, aperfeiçoando o xenodiagnóstico e a criação de triatomíneos em laboratório, estudando o parasita Trypanosoma rangeli e o vetor Triatoma maculata, alertando os médicos do interior do Brasil para a moléstia e para a transmissão via  transfusão de sangue. Estudou ainda as diferentes interações de cepas do parasito com espécies diversas de vetores, descrevendo novos reservatórios vertebrados, além de fazer uma ampla revisão sobre a biometria do T. cruzi, descrevendo focos urbanos da doença no Rio de Janeiro, além de estudar a transmissão digestiva em mamíferos e a não-suscetibilidade do pombo ao flagelado. Nesta época, deu início a um ambicioso projeto de mapear a doença no continente, indicando os principais parâmetros epidemiológicos.
Em 1943, foi convidado pelo então diretor do Instituto Oswaldo Cruz (IOC) (anteriormente chamado de Instituto Soroterápico Federal), Henrique Aragão, para chefiar o Centro de Estudos e Profilaxia da Moléstia de Chagas (CEPMC). A unidade era vinculada à Divisão de Estudos de Endemias do IOC e seria implantada em Bambuí em virtude da descoberta de um foco da doença. Seguindo os passos do pai, Emmanuel levou a família para Belo Horizonte, percorrendo o trajeto até Bambuí todos os dias para trabalhar.
Em Bambuí, Emmanuel mapeou a distribuição do triatomíneo e das habitações vulneráveis à infestação, bem como os casos agudos e crônicos. Junto de Francisco Laranja, José Pellegrino e outros pesquisadores, realizou um amplo estudo sobre a cardiopatia chagásica crônica, que se tornaria um marco histórico do reconhecimento e da divulgação da patologia. Representou o Brasil em vários encontros, simpósios e congressos, reiterando o compromisso do Brasil com a luta contra a doença de Chagas.
Na capital mineira, teve contato com Amílcar Martins, catedrático de parasitologia da Faculdade de Medicina de Belo Horizonte que, em 1940, identificaria um foco da doença de Chagas em Bambuí (MG). Em dezembro de 1943, o instituto abriria um posto especial para o estudo da doença na cidade, cuja cuja direção coube a Dias até seu falecimento em 1962.
Em 1947, com o auxílio de Pellegrino, descreve a ação eficaz do composto ‘gammexane’ e promove, em Bambuí, uma bem-sucedida campanha de desinsetização continuada. Em dez anos, o principal vetor da região, o T. infestans, praticamente desapareceria. A medida seria reproduzida pelo poder público em diversas regiões do Brasil, garantindo ao país, em 2006, o certificado de interrupção da transmissão da doença de Chagas pelo principal vetor.

## Vida pessoal
Em 1933, Emmanuel casou-se com Nícia de Magalhães Pinto, de tradicional família mineira, graduada em Filosofia da História, e teve cinco filhos: Emmanuel, Eduardo, João Carlos, Ezequiel e Aloísio.

## Morte
Emmanuel morreu aos 54 anos, em um acidente de carro em 22 de outubro de 1962, quando saía da capital mineira para ir trabalhar em Bambuí.

## Homenagem
O Posto Avançado de Pesquisas Emmanuel Dias, em Bambuí, leva seu nome em sua homenagem.